# The Battle for Freedom
Pour plus de détails, voir Fiche technique et Distribution.
The Battle for Freedom (littéralement : La Bataille pour la liberté) est un film muet américain réalisé par George Melford, sorti en 1913.

## Fiche technique
- Titre : The Battle for Freedom
- Réalisation : George Melford
- Assistant-réalisateur :
- Scénario :
- Musique :
- Producteur :
- Société de production : Kalem Company
- Société de distribution : General Film Company (États-Unis)
- Pays de production :  États-Unis
- Langue : film muet avec les intertitres en anglais américain
- Métrage : 500 m (2 bobines)
- Format : Noir et blanc — 35 mm — 1,33:1 — Muet
- Genre : Film dramatique, Film d'aventure, Film de guerre
- Durée : 16 minutes et 40 secondes
- Dates de sortie : 
  - États-Unis : 17 mai 1913

## Distribution
- Carlyle Blackwell : Charles Willis
- Marin Sais : Ellen Willis
- William H. West : Piet Joubert
- Jane Wolfe : Katrina Joubert
- Edward Clisbee (en)
- Knute Rahm
- C. Rhys Pryce